# Сам пан у злоті
«Сам пан у злоті» — гуцульська колядка. 
За словами М. Сумцова, «колядка зачаровує уяву рисами і образами неземного щастя, наповнює бідне життя фантастичними статками, із одинокої і похмурої хатини веде в чертоги багача, де всюди виблискує золото і срібло, підіймає слухача в осяйні надзоряні простори... В різдвяних піснях, колядках і щедрівках милосердне і співчутливе божество спускається на землю, відвідує бідні оселі і щедрою рукою роздає достаток і щастя... Цей пісенний ідеалізм чогось та вартий! Вікова особиста і майнова залежність, що знижувалась часом до ступеня рабства, зламала б в духовному відношенні темного, неписьменного селянина, якби його не підтримувала постійно чарівниця-пісня, що переносила думку і почуття кудись далеко-далеко, де і ясно, і тепло, й затишно...».
Фраза «радочку радити», що час від часу зустрічається у колядках (наприклад, Ой, як же було ізпрежди віка, Та вой д' цему дому та і д' веселому та ін.), на думку деяких дослідників, є відгомоном родового ладу, коли кожний селянин мав право брати участь у спільному вирішенні загальних справ, і є виявом бажання відновити втрачену свободу в умовах феодальних відносин.
Завершується колядка провіщанням весілля і віншуванням господарів.
Версія колядки увійшла до альбому «Сам пан у злоті (Вам колядочка)» сучасного етногурту «Бурдон».

## Текст
Текст коляди у версії гурту «Бурдон» взятий із польових записів Остапа Костюка.
| Сам пан у злоті, єго челядочка (рефрен, звучить перед кожною строфою) Гордий і пишний ґречний леґіню У злоті (рефрен, звучить після кожної строфи) Гарно же собі ти починаєш Конями граєш мечем махаєш Та й на Київ вже виступаєш Та й у неділю та всі міщани Зачєли ж они в бубні бубніти Зачєли ж они в трубки трубити В трубки трубити, в бубні бубніти В бубні бубніти, дзвони дзвонити Та й зачели раду робити Єкі же дари сему пану дати Видали ж йему коника в сідлі Коника в сідлі, стремена срібні Ой він на тото та й не дививсі Ой він на тото й не подививсі Тай ще гірше він розлютивсі Конями грає, мечем махає Тай до Києва вже приступає Як тото вчули усі міщани | Зачєли ж они в бубни бубніти В бубни бубніти, в дзвони дзвонити Та й зачели знов сі сходити Радочку ради і думку Єкі же дари й сему пану дати Винесли ж єму кару і злото Видали ж йему й коника в сідлі Коника в сідлі, стремена срібні Тай ще до цего дівчину в вінци Ой він на тото та й подививсі Та й до дівчинки він прихиливсі Дівчинку любу повів до шлюбу Горох ізїли та й зелененьке Кому весіллє та й веселеньке Вам колідочка, нам пива бочка Бочка і бочка хоч коновочка Тай сего смішку хоч по кілішку Вінчуємо ж ті щасті-здоров’є Щасті-здоров’я та й з родичами Зо всіма твоїми приятелями |